# Karel Mejta
Karel Mejta, né le 18 juin 1928 à Třeboň et mort le 6 novembre 2015, est un rameur tchécoslovaque.

## Biographie
Karel Mejta dispute l'épreuve de quatre barré aux côtés de Jiří Havlis, Jan Jindra, Stanislav Lusk et Miroslav Koranda aux Jeux olympiques d'été de 1952 d'Helsinki et remporte la médaille d'or.